# Cerceris rybyensis rybyensis
Cerceris rybyensis rybyensis é uma subespécie de insetos himenópteros, mais especificamente de vespas pertencente à família Crabronidae.
A autoridade científica da subespécie é Linnaeus, tendo sido descrita no ano de 1771.
Trata-se de uma subespécie presente no território português.